# Quận Taylor, Georgia
Quận Taylor là một quận trong tiểu bang Georgia, Hoa Kỳ. Quận lỵ đóng ở thành phố Butler. Theo điều tra dân số năm 2000 của Cục điều tra dân số Hoa Kỳ, quận có dân số 8815 người 2, ước tính dân số năm 2007 là 8738 người.

## Thông tin nhân khẩu
Theo điều tra dân số 2 năm 2000, quận đã có dân số 8.815 người, 3.281 hộ gia đình, và 2.283 gia đình sống trong quận hạt. Mật độ dân số là 23 người trên một dặm vuông (9/km ²). Có 3.978 đơn vị nhà ở với mật độ bình quân 10 trên một dặm vuông (4/km ²). Cơ cấu chủng tộc của dân cư quận bao gồm 55,39% người da trắng, 42,56% da đen hay Mỹ gốc Phi, 0,11% người Mỹ bản xứ, 0,18% ở châu Á, 0,93% từ các chủng tộc khác, và 0,82% từ hai hoặc nhiều chủng tộc. 1,85% dân số là người Hispanic hay Latino thuộc một chủng tộc nào.
Có 3.281 hộ, trong đó 30,80% có trẻ em dưới 18 tuổi sống chung với họ, 45,50% là đôi vợ chồng sống với nhau, 20,10% có nữ hộ và không có chồng, và 30,40% là không lập gia đình. 27,60% hộ gia đình đã được tạo ra từ các cá nhân và 11,10% có người sống một mình 65 tuổi hoặc lớn tuổi hơn là người. Cỡ hộ trung bình là 2,56 và cỡ gia đình trung bình là 3,12.
Trong quận tháp tuổi dân số được trải ra với 26,90% dưới độ tuổi 18, 9,00% 18-24, 28,10% 25-44, 22,80% từ 45 đến 64, và 13,30% từ 65 tuổi trở lên người. Độ tuổi trung bình là 36 năm. Đối với mỗi 100 nữ có 95,40 nam giới. Đối với mỗi 100 nữ 18 tuổi trở lên, đã có 92,60 nam giới.
Thu nhập trung bình cho một hộ gia đình trong quận đạt 25.148 USD, và thu nhập trung bình cho một gia đình là $ 30.000. Phái nam có thu nhập trung bình $ 30.278 so với 20.241 $ cho phái nữ. Thu nhập bình quân đầu người là 13.432 $. Giới 20,20% gia đình và 26,00% dân số sống dưới mức nghèo khổ, bao gồm 33,90% những người dưới 18 tuổi và 24,70% của những người 65 tuổi hoặc hơn. 